# Ambassade de Colombie en France
L'ambassade de Colombie en France est la représentation diplomatique de la république de Colombie auprès de la République française. Elle est située 22 rue de l'Élysée et donne sur le 49 rue du Faubourg-Saint-Honoré, dans le 8e arrondissement de Paris, la capitale du pays. Son ambassadeur est, depuis 2023, Alfonso Prada Gil.

## Histoire
Dans les années 1900, la légation de Colombie se trouvait 4 rue Auguste-Vacquerie (16e arrondissement), tandis que la chancellerie et le consulat général étaient installés 36 rue du Colisée (8e arrondissement). Dans les années 1920, l'ambassade et le consulat étaient installés 8 rue de Bassano (16e arrondissement).
À partir de 1950, l’ambassade est établie 22, rue de l’Élysée dans le 8e arrondissement de Paris.

## Ambassadeurs de Colombie en France
| Date de nomination                                                  | Date de nomination                                                  | Date de remise des lettres de créance                               | Date de remise des lettres de créance                               | Diplomate                                                           |
| En qualité d'envoyés extraordinaires et ministres plénipotentiaires | En qualité d'envoyés extraordinaires et ministres plénipotentiaires | En qualité d'envoyés extraordinaires et ministres plénipotentiaires | En qualité d'envoyés extraordinaires et ministres plénipotentiaires | En qualité d'envoyés extraordinaires et ministres plénipotentiaires |
| ------------------------------------------------------------------- | ------------------------------------------------------------------- | ------------------------------------------------------------------- | ------------------------------------------------------------------- | ------------------------------------------------------------------- |
| ?                                                                   |                                                                     | 1864                                                                |                                                                     | Norverto Osa (de)                                                   |
| ?                                                                   |                                                                     | 15 janvier 1910                                                     | [ JORF 1 ]                                                          | José Vicente Concha                                                 |
| ?                                                                   |                                                                     | 24 octobre 1912                                                     | [ JORF 2 ]                                                          | Hernando Holguin y Caro                                             |
| ?                                                                   |                                                                     | 17 août 1916                                                        | [ JORF 3 ]                                                          | Guillermo Camacho                                                   |
| ?                                                                   |                                                                     | 18 juin 1919                                                        | [ JORF 4 ]                                                          | Ismael Enrique Arciniegas (es)                                      |
| ?                                                                   |                                                                     | 13 mai 1937                                                         | [ JORF 5 ]                                                          | Benito Hernandez Bustos                                             |
| ?                                                                   |                                                                     | 17 mars 1938                                                        | [ JORF 6 ]                                                          | Jorge Soto del Corral                                               |
| ?                                                                   |                                                                     | 3 décembre 1938                                                     | [ JORF 7 ]                                                          | Gregorio Obregon                                                    |
| En qualité d'ambassadeurs extraordinaires et plénipotentiaires      |                                                                     |                                                                     |                                                                     |                                                                     |
| ?                                                                   |                                                                     | 12 juin 1947                                                        | [ JORF 8 ]                                                          | Fernando Londoño y Londoño (en)                                     |
| ?                                                                   |                                                                     | 30 mars 1950                                                        | [ JORF 9 ]                                                          | Augusto Ramirez Moreno                                              |
| ?                                                                   |                                                                     | 28 juin 1956                                                        | [ JORF 10 ]                                                         | Alfredo Rivera Valderrama                                           |
| ?                                                                   |                                                                     | 12 décembre 1957                                                    | [ JORF 11 ]                                                         | Juan Uribe-Holguin                                                  |
| ?                                                                   |                                                                     | 30 août 1963                                                        | [ JORF 12 ]                                                         | Carlos E. Obando Velasco                                            |
| ?                                                                   |                                                                     | 2 mai 1966                                                          | [ JORF 13 ]                                                         | Enrique Pardo Parra                                                 |
| ?                                                                   |                                                                     | 13 juillet 1972                                                     | [ JORF 14 ]                                                         | Hernando Durán Dussán (en)                                          |
| ?                                                                   |                                                                     | 18 février 1974                                                     | [ JORF 15 ]                                                         | Miguel de German-Ribon                                              |
| ?                                                                   |                                                                     | 10 juin 1976                                                        | [ JORF 16 ]                                                         | Mario Laserna Pinzón                                                |
| ?                                                                   |                                                                     | 12 juillet 1979                                                     | [ JORF 17 ]                                                         | Enrique Gomez Urtado                                                |
| ?                                                                   |                                                                     | 1983                                                                |                                                                     | Diego Uribe Vargas (es)                                             |
| ?                                                                   |                                                                     | 9 décembre 1985                                                     | [ JORF 18 ]                                                         | Roberto Junguito Bonnet (es)                                        |
| ?                                                                   |                                                                     | 6 avril 1989                                                        | [ JORF 19 ]                                                         | Fernando Rey                                                        |
| ?                                                                   |                                                                     | 21 décembre 1990                                                    | [ JORF 20 ]                                                         | Alfonso López Caballero (en)                                        |
| ?                                                                   |                                                                     | 18 mars 1992                                                        | [ JORF 21 ]                                                         | Álvaro Gómez Hurtado                                                |
| ?                                                                   |                                                                     | 21 juillet 1993                                                     | [ JORF 22 ]                                                         | Gloria Pachon de Galan                                              |
| ?                                                                   |                                                                     | 9 mai 1996                                                          | [ JORF 23 ]                                                         | Nestor Humberto Martinez Neira                                      |
| ?                                                                   |                                                                     | 11 septembre 1997                                                   | [ JORF 24 ]                                                         | Rodrigo Pardo Garcia-Pena                                           |
| ?                                                                   |                                                                     | 10 septembre 1999                                                   | [ JORF 25 ]                                                         | Adolfo Carvajal Quelquejeu                                          |
| ?                                                                   |                                                                     | 15 décembre 2000                                                    | [ JORF 26 ]                                                         | Juan Camilo Restrepo Salazar (en)                                   |
| ?                                                                   |                                                                     | 26 mars 2002                                                        | [ JORF 27 ]                                                         | Marta Lucía Ramírez                                                 |
| ?                                                                   |                                                                     | 1er avril 2003                                                      | [ JORF 28 ]                                                         | Miguel Gomez Martinez                                               |
| ?                                                                   |                                                                     | 17 novembre 2006                                                    | [ JORF 29 ]                                                         | Fernando Cepeda Ulloa (en)                                          |
| ?                                                                   |                                                                     | 6 juin 2011                                                         | [ JORF 30 ]                                                         | Gustavo Adolfo Carvajal Sinisterra (en)                             |
| ?                                                                   |                                                                     | 20 février 2014                                                     | [ JORF 31 ]                                                         | Federico Renjifo                                                    |
| ?                                                                   |                                                                     | 12 avril 2019                                                       | [ JORF 32 ]                                                         | Viviane Morales                                                     |
| ?                                                                   |                                                                     | 2 novembre 2021                                                     | [ JORF 33 ]                                                         | Mauricio Vargas Linares                                             |
| ?                                                                   |                                                                     | 22 septembre 2023                                                   | [ JORF 34 ]                                                         | Alfonso Prada                                                       |

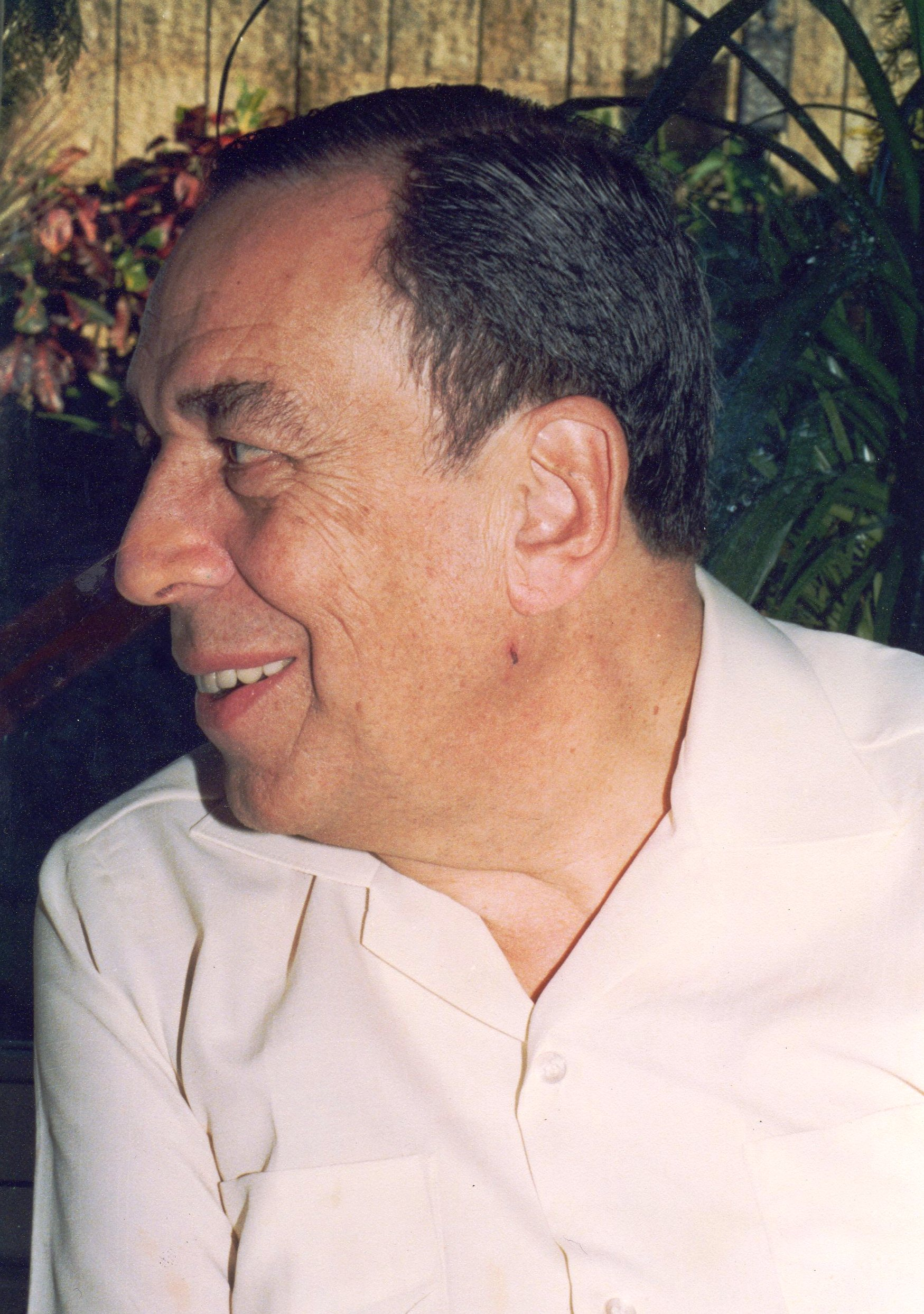
Álvaro Gómez Hurtado a été en poste entre 1992 et 1993.
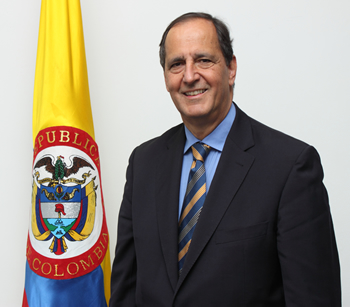
Juan Camilo Restrepo Salazar (en) a été en poste entre 2000 et 2002.
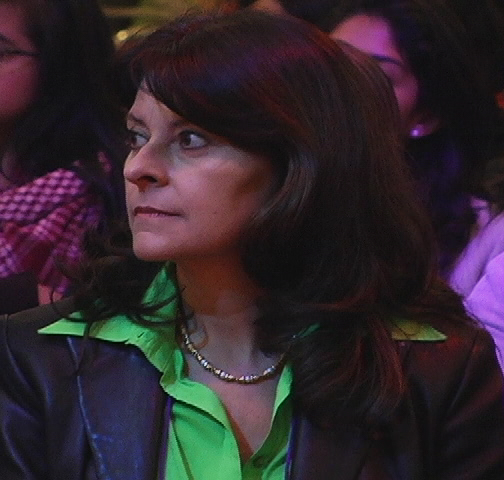
Marta Lucía Ramírez a été en poste entre 2002 et 2003.

## Consulats
Outre son ambassade, la Colombie possède un consulat général à Paris et un consulat honoraire à Fort-de-France.

## Relations diplomatiques
Les relations diplomatiques entre la France et la Colombie ont commencé officiellement le 30 mai 1892 avec la signature d’une convention « relative à l'établissement des nationaux, au commerce et à la navigation » entre les deux nations.

## Délégation auprès de l'OCDE
La délégation de Colombie auprès de l'OCDE se trouve 62, avenue de New York (16e arrondissement).

## Galerie

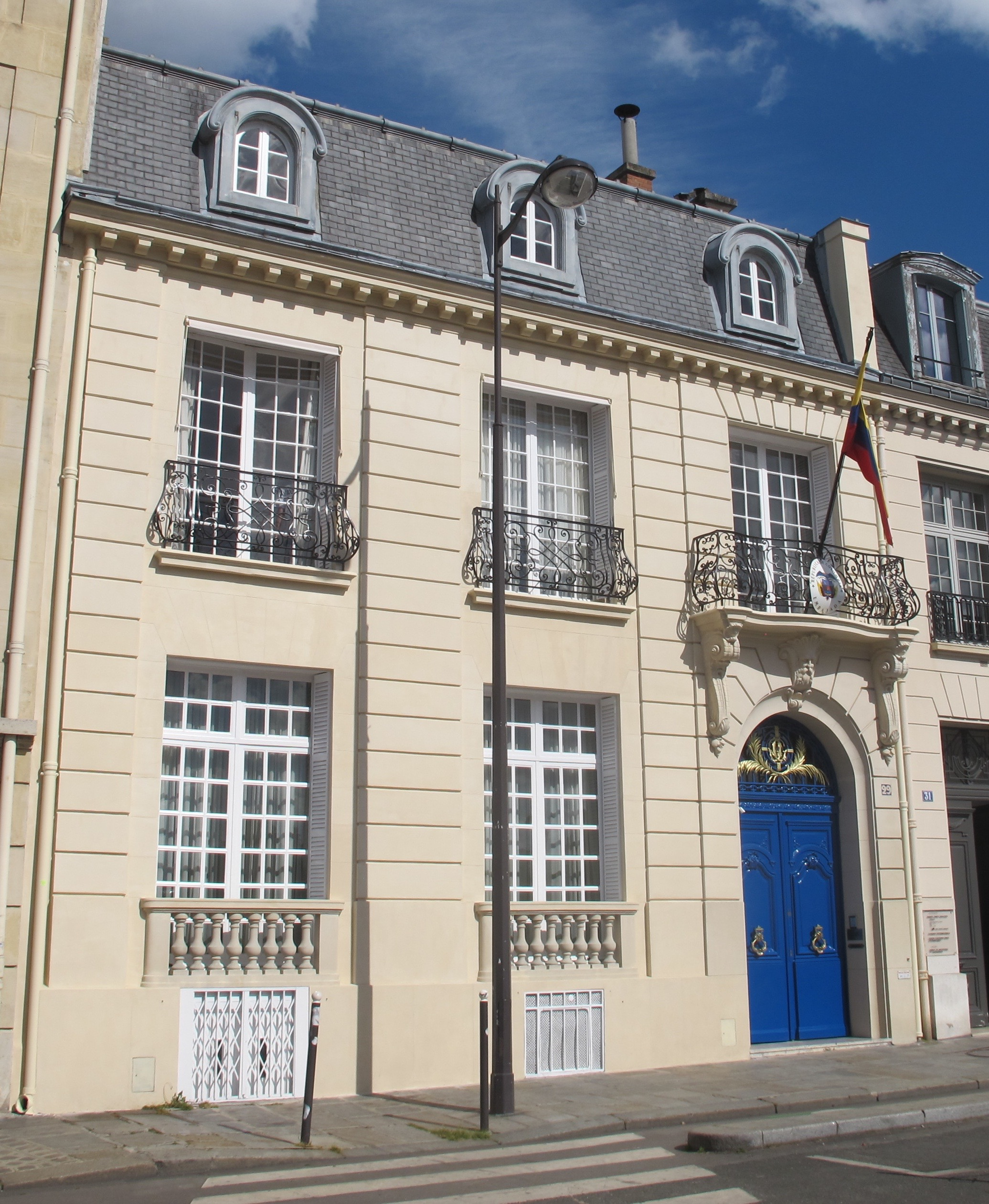
La résidence de l'ambassadeur est située 29 rue de Constantine, dans le 7e arrondissement.
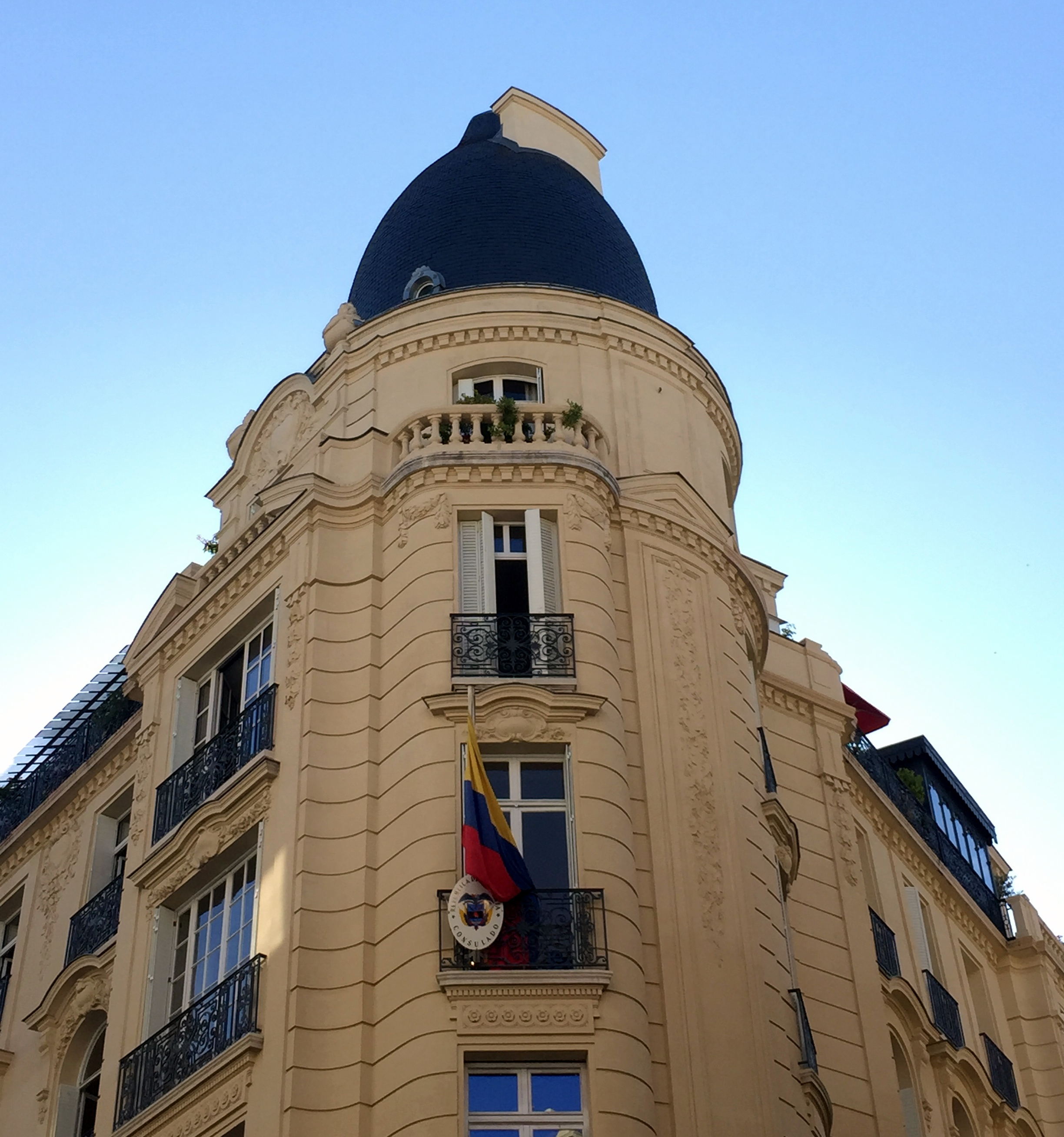
Consulat général de Colombie à Paris.